# Hôtel de la Bûcherie
Le dit hôtel de la Bûcherie est un regroupement de bâtiments parisien situé au 13-15 rue de la Bûcherie (5e arrondissement).
L'ensemble prend sa forme actuelle au XVIIIe siècle sur un terrain déjà occupé par la faculté depuis le XIVe siècle. Cet ensemble, propriété de la mairie de Paris depuis 1898 et rénové à partir de 2018, est occupé depuis 2020 par le Philanthro-lab.
Ce site est le lieu d'implantation historique de l'ancienne faculté de médecine de Paris jusqu'en 1775 et la réunion progressive, à l'époque révolutionnaire, des médecins et des chirurgiens sur le site déjà occupé par les chirurgiens et nouvellement désigné comme l'École de médecine.
L'ancien site de la faculté est aujourd'hui désigné « hôtel de la Bûcherie » mais l'expression ne semble pas usitée avant le XXIe siècle et ne reflète vraisemblablement aucun des usages des bâtiments au cours du temps.

## Une présence ancienne de la faculté de médecine
Une maison « tenant vers la rue des Rats [actuelle rue de l'Hôtel-Colbert] » est acquise le 24 mai 1369.
La faculté a ensuite successivement acquis, jusqu'au début du XVIIe siècle, quatre maisons attenantes rue de la Bûcherie sur une étendue de trente mètres, c'est-à-dire, de l'est à l'ouest : la maison du Soufflet (acquise en 1568), la maison des Trois Rois (acquise en 1523), la maison de la Couronne de fer (acquise en 1469), la maison de l'Image-Ste-Catherine (acquise en 1608), correspondant aux actuels n° 13 et 15.
Les réorganisations successives opérées par la faculté incluent un jardin botanique, une bibliothèque, une salles des actes, une chapelle et un théâtre anatomique régulièrement reconstruit (notamment en 1578, en 1604, puis en 1620, l'amphithéâtre dit de Riolan).
Le site de la faculté, proche de la Seine, est régulièrement inondé par les crues du fleuve. En 1643, M. Michel Le Masle propose un don de 30 000 livres tournois, finalement réduit à 20 000 livres, pour la rénovation des bâtiments : après quelques travaux, une plaque est apposée en 1678, au-dessus de la porte d'entrée de la salle des actes, en hommage au donateur.
Après la construction, dans les années 1690, de l'amphithéâtre de l'académie royale de chirurgie au no 5 de l'actuelle rue de l'École-de-médecine (alors rue des Cordeliers), les docteurs en médecine souhaitent reconstruire leur amphithéâtre pour rivaliser avec celui des chirurgiens.

## La reconstruction des années1740 et l'abandon du bâtiment par la faculté
L'amphithéâtre de Riolan, alors en ruines, est reconstruit au début des années 1740 sous la direction de l'architecte Barbier de Blignier. Le nouvel amphithéâtre médical est inauguré par Jacques-Bénigne Winslow, en présence des chirurgiens, lors d'une dissection publique le 18 février 1745,.
Cependant, dès les années 1770, le bâtiment est vétuste, trop exigu et, de nouveau, régulièrement inondé. Les docteurs en médecine souhaiteraient occuper, sur l'emplacement de l'actuelle mairie du 5e arrondissement de Paris, un bâtiment semblable à la faculté de droit de Paris alors que les chirurgiens sont désormais installés sur le site du 12 rue de l'École-de-médecine depuis 1774. Sur recommandation du roi, la faculté s'installe néanmoins le 18 octobre 1775 rue Jean-de-Beauvais dans les locaux de l'ancienne École des décrets. Médecins et chirurgiens seront bientôt réunis au 12 rue de l'École-de-médecine dans le bâtiment déjà occupé par les chirurgiens, ensuite nommé École de médecine, érigé en nouvelle faculté de médecine en 1808.
Les bâtiments des n° 13 et 15 rue de la Bûcherie sont vendus comme biens nationaux à la Révolution.

## Deux siècles d'usages successifs et deux rénovations majeures
Au cours du XIXe siècle, chaque bâtiment du site connaît des usages successifs et indépendants : atelier, logements, hôtel, maison close. L'amphithéâtre de Winslow, au n° 15, abrite à une époque un lavoir, comme le rapporte un ouvrage publié en 1890 : 

« À l'angle nord-ouest de la rue de l'Hôtel-Colbert et de la rue de la Bûcherie, on voit s'élever au-dessus des maisons une monumentale rotonde terminée en coupole. Plongeant notre regard par la porte cochère de la maison qui porte le numéro 13 sur la rue de la Bûcherie, un spectacle curieux nous attend. Devant nous une sorte de cloître à arcades ogivales renferme le bruyant et joyeux personnel d'un lavoir, qui s'intitule le lavoir Colbert. »

— Paris : 450 dessins d'après nature, Auguste Vitu,  Paris, Quantin éditeur, 1890, p. 144.
L'ensemble est racheté par la mairie de Paris en 1898 puis sauvé de la destruction au début du XXe siècle : le bâtiment est classé à l'inventaire des monuments historiques le 20 décembre 1907,. Le projet de Maison des Étudiants est l'occasion d'une importante rénovation, dirigée par l'architecte municipal Georges Debrie, qui donne à l'immeuble son apparence telle qu'elle nous est transmise au XXIe siècle.
Une partie des bâtiments accueille, dans les années 1930, la bibliothèque russe Tourguenev, spoliée durant l'occupation allemande de Paris. Le bâtiment accueille ensuite, à partir de la fin des années 1940, le comité des œuvres sociales de la Mairie de Paris.
Le site accueille depuis 2020, à la suite d'une rénovation majeure, le Philanthro-lab, une fondation créée par Philippe Journo qui accueille des séminaires d'entreprises et offre des espaces de coworking pour des projets entreprenariaux à vocation sociale.
Au XXe siècle, le 15 rue de la Bûcherie est régulièrement confondu avec l'ancien hôtel des Isalis, à tort dit de Colbert — situé au n° 20 (ancien n° 14) rue de l'Hôtel-Colbert et détruit à la fin du XIXe siècle —, sous la dénomination partagée « ancien hôtel de Colbert ».